# Lista królów babilońskich
Lista królów babilońskich – lista królów i dynastii władających Babilonią, począwszy od władców z dynastii starobabilońskiej (1894–1595 p.n.e.), aż do władców z dynastii Seleucydów (III–II w. p.n.e.). Lista ta powstała w oparciu o informacje pochodzące z ówczesnych źródeł pisanych, przede wszystkim list królewskich (np. Babilońskiej listy królów A, Babilońskiej listy królów B, Uruckiej listy królów czy Synchronistycznej listy królów), kronik (np. Kroniki wczesnych królów, Kroniki synchronistycznej, tzw. Kroniki P czy Kronik babilońskich) i inskrypcji (np. inskrypcji Aguma-kakrime), w korelacji z naszą obecną wiedzą historyczną.

## Dynastia starobabilońska (I dynastia zBabilonu) (1894–1595 p.n.e.)
- Sumu-abum (1894–1881 p.n.e.)
- Sumu-la-El (1880–1845 p.n.e.)
- Sabium (1844–1831 p.n.e.)
- Apil-Sîn (1830–1813 p.n.e.)
- Sin-muballit (1812–1793 p.n.e.)
- Hammurabi (1792–1750 p.n.e.)
- Samsu-iluna (1749–1712 p.n.e.)
- Abi-eszuh (1711–1684 p.n.e.)
- Ammi-ditana (1683–1647 p.n.e.)
- Ammi-saduqa (1646–1626 p.n.e.)
- Samsu-ditana (1625–1595 p.n.e.)

(1595 r. p.n.e. – Babilon zdobyty i złupiony przez Hetytów, koniec dynastii starobabilońskiej)

## I dynastia z Kraju Nadmorskiego(II dynastia z Babilonu) (ok. 1730–1475 p.n.e.)
Niewiele wiadomo o I dynastii z Kraju Nadmorskiego. Jej władcy najprawdopodobniej nigdy nie panowali nad Babilonem, lecz jedynie nad Krajem Nadmorskim, niewielkim obszarem położonym na południu Sumeru, nad Zatoką Perską (stąd nazwa dynastii). W Babilońskiej liście królów A i Babilońskiej liście królów B władcy tej dynastii wymieniani są po władcach z I dynastii z Babilonu, wiemy jednak z innych źródeł, iż niektórzy z władców obu tych dynastii byli sobie współcześni. Nie wiadomo dokładnie czemu dynastia z Kraju Nadmorskiego zaliczona została do listy dynastii panujących nad Babilonem, ale ponieważ tradycyjnie określana jest jako II dynastia z Babilonu, dlatego też włączona zostaje i do tej listy.
Imiona i kolejność władców z I dynastii z Kraju Nadmorskiego zachowane w Babilońskiej liście królów B:
(ok. 1730 p.n.e.) 
- Ili-ma-AN (współczesny Samsu-ilunie i Abi-eszuhowi z dynastii starobabilońskiej)
- Itti-ili-nibi
- Damqi-iliszu
- Iszkibal
- Szuszszi
- Gulkiszar
- Peszgaldaramasz
- Adarakalama
- Akurduana
- Melamkurkura
- Ea-gamil

(ok. 1475 p.n.e. Kraj Nadmorski podbija król kasycki Ulam-Buriasz, kładąc kres tamtejszej dynastii)

## Dynastia kasycka(III dynastia z Babilonu) (ok. 1750–1155 p.n.e.)

### Wcześni władcy kasyccy (ok. 1750–1600 p.n.e.)
Lista wczesnych władców kasyckich z okresu poprzedzającego zajęcie Babilonu przez Kasytów. Najprawdopodobniej byli oni współcześni ostatnim władcom z I dynastii z Babilonu. W samym Babilonie nigdy nie rządzili. Poza imionami, wymienionymi w listach królewskich (tzw. Babilońskiej liście królów A i Synchronistycznej liście królów) oraz inskrypcji Aguma-kakrime, niewiele więcej o nich wiadomo.
- Gandasz (2 połowa XVIII w. p.n.e.)
- Agum I (przełom XVIII/XVII w. p.n.e.)
- Kasztiliasz I (1 poł. XVII w. p.n.e. ?)
- Uszszi (1 poł. XVII w. p.n.e. ?)
- Abi-Rattasz (2 poł. XVII w. p.n.e. ?)
- Kasztiliasz II (2 poł. XVII w. p.n.e. ?)
- Urzigurumasz (2 poł. XVII w. p.n.e. ?)
- Harba-Szipak (1 poł. XVI w. p.n.e. ?)
- Tiptakzi (1 poł. XVI w. p.n.e. ?)

### Władcy kasyccy rządzącyBabilonią(ok. 1600–1155 p.n.e.)
- Agum II / Agum-kakrime (1 połowa XVI w. p.n.e. ?)
- Burna-Buriasz I (koniec XVII w. p.n.e. ? / XVI w. p.n.e. ?) (traktat z Puzur-Aszurem III z Asyrii)
- Kasztiliasz III (2 połowa XVI w. p.n.e. ? / 1 połowa XV w. p.n.e. ?)
- Ulam-Buriasz (1 połowa XV w. p.n.e. ?) (brat Kasztiliasza III; podbił Kraj Nadmorski, kładąc kres tamtejszej dynastii)
- Agum III (1 połowa XV w. p.n.e. ?) (syn Kasztiliasza III)
- Kara-indasz (koniec XV w. p.n.e.) (współczesny faraonowi Amenhotepowi III i Aszur-bel-niszeszu z Asyrii)
- Kadaszman-Harbe I (koniec XV w. p.n.e.)
- Kurigalzu I (przłom XV/XIV w. p.n.e.) (współczesny faraonowi Amenhotepowi III)
- Kadaszman-Enlil I (ok. 1374–1360 p.n.e.) (współczesny faraonowi Amenhotepowi III)
- Burna-Buriasz II (ok. 1359–1333 p.n.e.) (współczesny faraonowi Echnatonowi z Egiptu i Aszur-uballitowi I z Asyrii)
- Kara-hardasz (ok. 1333 p.n.e.) (wnuk Burna-Buriasza II, będący jednocześnie wnukiem Aszur-uballita I z Asyrii)
- Nazi-Bugasz (ok. 1333 p.n.e.) (pokonany przez Aszur-uballita I z Asyrii)
- Kurigalzu II (ok. 1332–1308 p.n.e.) (współczesny Enlil-narari z Asyrii)
- Nazi-Maruttasz (ok. 1307–1282 p.n.e.) (współczesny Adad-nirari I z Asyrii)
- Kadaszman-Turgu (ok. 1281–1264 p.n.e.) (współczesny Hattusilisowi III, królowi Hetytów)
- Kadaszman-Enlil II (ok. 1263–1255 p.n.e.) (współczesny Hattusilisowi III, królowi Hetytów)
- Kudur-Enlil (ok. 1254–1246 p.n.e.)
- Szagarakti-Szuriasz (ok. 1245–1233 p.n.e.) (syn Kudur-Enlila)
- Kasztiliasz IV (ok. 1232–1225 p.n.e.) (pokonany i pojmany w bitwie przez Tukulti-Ninurtę I z Asyrii)
- Enlil-nadin-szumi (ok. 1224 p.n.e.) (asyryjski protektorat)
- Kadaszman-Harbe II (ok. 1223 p.n.e.) (asyryjski protektorat)
- Adad-szuma-iddina (ok. 1222–1217 p.n.e.) (asyryjski protektorat)
- Adad-szuma-usur (ok. 1216–1187 p.n.e.) (współczesny Aszur-nirari III z Asyrii)
- Meli-Szipak (ok. 1186–1172 p.n.e.)
- Marduk-apla-iddina I (ok. 1171–1159 p.n.e.)
- Zababa-szum-iddina (ok. 1158 p.n.e.) (pokonany przez Szutruk-Nahhunte I z Elamu)
- Enlil-nadin-ahi (ok. 1157–1155 p.n.e.) (pokonany przez Kutir-Nahhunte III z Elamu, koniec dynastii kasyckiej)

## II dynastia z Isin(IV dynastia z Babilonu) (ok. 1157–1026 p.n.e.)
- Marduk-kabit-ahheszu (ok. 1157–1140 p.n.e.)
- Itti-Marduk-balatu (ok. 1140–1133 p.n.e.)
- Ninurta-nadin-szumi (ok. 1132–1126 p.n.e.) (współczesny asyryjskiemu Aszur-resza-iszi I)
- Nabu-kudurri-usur I (Nabuchodonozor I, Nebuchadnezzar I) (ok. 1126–1105 p.n.e.) (współczesny elamickiemu Huttelusz-Inszuszinakowi)
- Enlil-nadin-apli (ok. 1104–1101 p.n.e.)
- Marduk-nadin-ahhe (ok. 1100–1083 p.n.e.) (współczesny Tiglat-Pileserowi I z Asyrii)
- Marduk-szapik-zeri (ok. 1082–1070 p.n.e.) (współczesny Aszur-bel-kala z Asyrii)
- Adad-apla-iddina (ok. 1069–1048 p.n.e.) (współczesny Aszur-bel-kala z Asyrii)
- Marduk-ahhe-eriba (ok. 1047 p.n.e.)
- Marduk-zer-... (ok. 1046–1035 p.n.e.)
- Nabu-szumu-libur (ok. 1034–1027 p.n.e.)

## II dynastia z Kraju Nadmorskiego(V dynastia z Babilonu) (ok. 1026–1006 p.n.e.)
- Simbar-Szipak (ok. 1026–1009 p.n.e.)
- Ea-mukin-zeri (ok. 1009 r. p.n.e.)
- Kaszszu-nadin-ahhe (ok. 1008–1006 p.n.e.)

## Dynastia z plemienia Bit-Bazi(VI dynastia z Babilonu) (ok. 1005-986 p.n.e.)
- Eulmasz-szakin-szumi (ok. 1005-989 p.n.e.)
- Ninurta-kudurri-usur I (ok. 988-986 p.n.e.)
- Szirikti-Szuqamuna (ok. 986 p.n.e.)

## Dynastia elamicka(VII dynastia z Babilonu) (ok. 985-980 p.n.e.)
- Mar-biti-apla-usur (ok. 985-980 p.n.e.)

## Dynastia E(VIII i IX dynastia z Babilonu) (ok. 979–732 p.n.e.)[2]
- Nabu-mukin-apli (ok. 979-944 p.n.e.)
- Ninurta-kudurri-usur II (ok. 944 p.n.e.)
- Mar-biti-ahhe-iddina (ok. 943- ? p.n.e.)
- Szamasz-mudammiq (koniec X/początek IX w. p.n.e.) (współczesny Adad-nirari II z Asyrii)
- Nabu-szuma-ukin I (ok. 895- ? p.n.e.) (współczesny Adad-nirari II i Tukulti-Ninurcie II z Asyrii)
- Nabu-apla-iddina (ok. 870- ? p.n.e.) (współczesny Salmanasarowi III z Asyrii)
- Marduk-zakir-szumi I (ok. 854-819 p.n.e.) (współczesny Salmanasarowi III i Szamszi-Adadowi V z Asyrii)
- Marduk-balassu-iqbi (ok. 818-813 p.n.e.) (pojmany przez Szamszi-Adada V i uprowadzony do Asyrii)
- Baba-aha-iddina (ok. 812 p.n.e.) (pojmany przez Szamszi-Adada V i uprowadzony do Asyrii)
- 5(?) nieznanych królów (imiona nie zachowały się)
- Ninurta-apla-[...] (ostatnia część imienia nie zachowała się)
- Marduk-B[ēl-zēri(?)] (ostatnia część imienia nie zachowała się)
- Marduk-apla-[usur(?)] (ostatnia część imienia nie zachowała się)
- Eriba-Marduk (ok. 770 r. p.n.e.)
- Nabu-szuma-iszkun (ok. 760–748 p.n.e.)
- Nabu-nasir (Nabonassar) (747–734 p.n.e.) (współczesny Tiglat-Pileserowi III z Asyrii)
- Nabu-nadin-zeri (733–732 p.n.e.) (współczesny Tiglat-Pileserowi III z Asyrii)
- Nabu-szuma-ukin II (732 p.n.e.) (współczesny Tiglat-Pileserowi III z Asyrii)

## X dynastia (asyryjska)
- Nabu-mukin-zeri (731–729 p.n.e.) (współczesny Tiglat-Pileserowi III z Asyrii)
- Tiglat-Pileser III (Pulu) (729–727 p.n.e.)
- Salmanasar V (Ululaju) (726–722 p.n.e.)
- Marduk-apla-iddina II (biblijny Merodach-Baladan) (721–710 p.n.e.)
- Sargon II (710–705 p.n.e.)
- Sennacheryb (705–703 p.n.e.)
- Marduk-zakir-szumi II (703 p.n.e.)
- Marduk-apla-iddina II (703 p.n.e.) (odzyskanie tronu)
- Bel-ibni (702–700 p.n.e.)
- Aszur-nadin-szumi (syn Sennacheryba z Asyrii) (699–694 p.n.e.)
- Nergal-uszezib (694–693 p.n.e.)
- Muszezib-Marduk (692–689 p.n.e.) (689 p.n.e. – Babilon zdobyty i zburzony przez Sennacheryba z Asyrii)
- Sennacheryb (688–681 p.n.e.)
- Asarhaddon (680–669 p.n.e.)
- Szamasz-szuma-ukin (syn Asarhaddona) (667–648 p.n.e.)
- Kandalanu (647–627 p.n.e.)
- Aszur-etel-ilani (630?–626 p.n.e.)
- Sin-szumu-liszir (626 p.n.e.)
- Sin-szarra-iszkun (626 p.n.e.) (traci kontrolę nad Babilonem)

## Dynastia chaldejska(XI dynastia zBabilonu)
- Nabu-apla-usur (Nabopolasar) (626–605 p.n.e.) (610 p.n.e. – upadek miasta Harran, koniec Imperium Asyryjskiego)
- Nabu-kudurri-usur II (Nabuchodonozor II) (604–562 p.n.e.)
- Amel-Marduk (562–560 p.n.e.)
- Nergal-szarra-usur (Neriglissar) (559–556 p.n.e.)
- Labaszi-Marduk (556 p.n.e.)
- Nabonid (555–539 p.n.e.)

(539 p.n.e. – zdobycie Babilonii przez Cyrusa II Wielkiego)

## DynastiaAchemenidów
- Cyrus II Wielki (539–530 p.n.e.)
- Kambyzes (530–523 p.n.e.)
- Bardija (Smerdis) (522 p.n.e.) (najprawdopodobniej uzurpator, podający się za syna Cyrusa)
- Nabuchodonozor III (522 p.n.e.) (samozwaniec podający się za syna Nabonida)
- Nabuchodonozor IV (521 p.n.e.) (samozwaniec podający się za syna Nabonida)
- Dariusz I (522–486 p.n.e.)
- Kserkses I (485–465 p.n.e.) (syn Dariusza I)
- Artakserkses I (464–424 p.n.e.) (syn Kserksesa I)
- Kserkses II (424 p.n.e.) (syn Artakserksesa I)
- Dariusz II (423–405 p.n.e.)
- Artakserkses II (404–359 p.n.e.) (syn Dariusza II)
- Artakserkses III (358–338 p.n.e.) (syn Artakserksesa II)
- Artakserkses IV (337–336 p.n.e.) (syn Artakserksesa III)
- Dariusz III (335–330 p.n.e.)

(331 p.n.e. – zdobycie Mezopotamii przez Aleksandra Wielkiego)

## Królowie macedońscy
- Aleksander Wielki (330–323 p.n.e.)
- Aleksander IV (323–309 p.n.e.)

## DynastiaSeleucydów
- Seleukos I Nikator (311–305 p.n.e. – satrapa; 305–281 p.n.e. – król)
- Antioch I Soter (280–261 p.n.e.)
- Antioch II Theos (260–246 p.n.e.)
- Seleukos II Kallinikos (245–226 p.n.e.)
- Seleukos III Keraunos (225–223 p.n.e.)
- Antioch III Wielki (222–187 p.n.e.)
- Seleukos IV Filopator (186–175 p.n.e.)
- Antioch IV Epifanes (174–164 p.n.e.)
- Antioch V Eupator (162 p.n.e.)
- Demetriusz I Soter (162–151 p.n.e.)
- Aleksander I Balas (150–146 p.n.e.)
- Demetriusz II Nikator (145–141 p.n.e.)

(141 p.n.e. – Babilon zdobyty przez Partów)